# Interstate 605
Pour les articles homonymes, voir Route 605.
L'Interstate 605 (ou I-605, officiellement connue sous le nom de San Gabriel River Freeway), est une autoroute inter-États de Californie, précisément dans le Grand Los Angeles, d'une longueur de 43 kilomètres (27 milles). Il s'agit de la principale autoroute inter-États auxiliaire d'orientation nord-sud dans la zone urbaine de Los Angeles en Californie du Sud.
Elle débute au croisement de l'I-405 et de la State Route 22 à Seal Beach et se termine au croisement de l'I-210 à Duarte. L'autoroute tire son nom de la rivière San Gabriel, laquelle suit sensiblement le parcours de l'autoroute sur l'ensemble de sa longueur. Il s'agit de l'une des rares autoroutes du sud de la Californie à ne pas porter le nom d'une ville de son itinéraire.

## Description du tracé
Le terminus sur de l'I-605 est à l'intersection de l'I-405 et de la SR 22 à Seal Beach. Depuis, l'I-605 traverse vers le nord les villes du bassin de Los Angeles. Elle tourne ensuite vers le nord-est, traversant les banlieues de Whittier et la Vallée de San Gabriel. L'I-605 se termine finalement à la jonction avec la Foothill Freeway (I-210) à Duarte, une petite ville aux pieds des Monts San Gabriel.
L'I-605 suit sur la majorité de sa longueur la rivière San Gabriel de Seal Beach au barrage de Santa Fe. Généralement, le lit asséché de la rivière est visible depuis plusieurs portions de l'autoroute, spécialement près du terminus nord.
Au milieu des années 2000, une voie réservée aux HOV a été ajoutée entre les I-405 et I-10. Pour l'ajout de cette voie, la voie d'accotement a été utilisée. Des embouteillages ont régulièrement observés sur l'autoroute.
L'I-605 fait partie du California Freeway and Expressway System, ainsi que du National Highway System, un réseau d'autoroutes qui sont considérées comme essentielles à l'économie, la défense et la mobilité du pays. Entre l'I-405 et l'I-10, l'I-605 est connue comme la San Gabriel River Freeway.

## Histoire
En 1957, il est proposé de numéroter cette route : « I-13 », car elle est positionnée approximativement à mi-chemin entre l'I-5 et l'I-15. Ce numéro est finalement rejeté, tout comme le deuxième numéro proposé : « I-102 ». La désignation « I-605 » est finalement approuvée en 1958.
La construction de l'I-605 commence en 1963 et le premier tronçon est inauguré en 1964, de l'I-405 à la State Route 60. L'extension jusqu'à l'I-210) est ouverte quelques années plus tard, en 1971, sous la numérotation de State Route 243. Il a déjà été planifié de prolonger l'autoroute vers le sud jusqu'à la State Route 1, dans le comté d'Orange, en tant que SR 605, mais l'opposition de la population rend ce projet improbable.
En 2020, il est proposé d'ajouter quatre voies à l'I-605 sur un tronçon de douze milles entre Norwalk et El Monte. Ce projet est également compromis dû à la forte opposition des populations environnantes qui rejettent l'idée de devoir détruire des maisons à Downey pour faire place au projet.

## Liste des sorties
| Interstate 605                            |                                                 |       |       |        |                                                                                      |                                                                                              |
| Comté                                     | Municipalité                                    | mi    | km    | Sortie | Intersections / Destinations                                                         | Notes                                                                                        |
| Orange                                    | Seal Beach                                      | 0,00  | 0,00  | 1A     | SR 22 (en) ouest (7th Street) – Long Beach                                           | Terminus sud; sortie 2 de SR 22                                                              |
| Orange                                    | Limite Seal Beach – Los Alamitos                | 0,41  | 0,66  | 1B     | I-405 sud (San Diego Freeway) / SR 22 (en) est (Garden Grove Freeway) – Garden Grove | Sortie direction sud, entrée direction nord; ancienne SR 7 sud; sortie 24 de l'I-405 nord    |
| Orange                                    | Limite Seal Beach – Los Alamitos                | 0,41  | 0,66  | ♦      | I-405 sud / SR 22 (en) est                                                           | Accès réservé aux HOV; sortie direction sud, entrée direction nord                           |
| Orange                                    | Tripoint Seal Beach – Los Alamitos – Long Beach | 0,41  | 0,66  | 1C     | I-405 nord (San Diego Freeway) – Santa Monica                                        | Indiqué sortie 1A en direction nord; ancienne SR 7 nord; sortie 24A de l'I-405               |
| Orange                                    | Los Alamitos                                    | 1,41  | 2,27  | 1D     | Katella Avenue / Willow Street – Los Alamitos                                        | Indiqué sortie 1B direction nord; Willow Street indiquée sortie 2A direction sud             |
| Coyote Creek                              | Coyote Creek                                    | 1,60  | 2,57  | Pont   | Pont                                                                                 | Pont                                                                                         |
| Los Angeles                               | Long Beach                                      | 1,69  | 2,72  | 2A     | Willow Street                                                                        | Sortie direction sud seulement                                                               |
| Los Angeles                               | Long Beach                                      | 1,93  | 3,11  | 2B     | Spring Street / Cerritos Avenue                                                      | Sortie direction sud, entrée direction nord                                                  |
| Los Angeles                               | Limite Long Beach – Lakewood                    | 3,38  | 5,44  | 3      | Carson Street / Lincoln Avenue – Hawaiian Gardens                                    | Ancienne US 91 et SR 18                                                                      |
| Los Angeles                               | Limite Lakewood – Cerritos                      | 4,51  | 7,26  | 5A     | Del Amo Boulevard – Lakewood                                                         |                                                                                              |
| Los Angeles                               | Cerritos                                        | 5,39  | 8,67  | 5B     | South Street                                                                         |                                                                                              |
| Los Angeles                               | Cerritos                                        | 6,69  | 10,77 | 7A     | SR 91 (en) (Artesia Freeway) – Beach Cities, Riverside                               |                                                                                              |
| Los Angeles                               | Limite Cerritos – Norwalk                       | 7,45  | 11,99 | 7B     | Alondra Boulevard                                                                    |                                                                                              |
| Los Angeles                               | Norwalk                                         | 8,50  | 13,68 | 9A     | Rosecrans Avenue                                                                     |                                                                                              |
| Los Angeles                               | Norwalk                                         | 9,29  | 14,95 | 9B     | I-105 ouest (Century Freeway) – El Segundo                                           | Sortie 18A-B de l'I-105                                                                      |
| Los Angeles                               | Norwalk                                         | 9,29  | 14,95 | 9C     | Imperial Highway                                                                     | Indiqué sortie 9B direction sud; ancienne SR 90                                              |
| Los Angeles                               | Norwalk                                         | 9,53  | 15,34 | 10     | Firestone Boulevard                                                                  | Ancienne SR 42                                                                               |
| Los Angeles                               | Downey                                          | 11,25 | 18,11 | 11     | Florence Avenue – Downey                                                             |                                                                                              |
| Los Angeles                               | Limite Downey – Santa Fe Springs                | 11,25 | 18,11 | 11     | I-5 (Santa Ana Freeway) – Los Angeles, Santa Ana                                     | Sortie 124 de l'I-5                                                                          |
| Los Angeles                               | Santa Fe Springs                                | 11,89 | 19,14 | 12     | Telegraph Road – Santa Fe Springs                                                    | Ancienne SR 26                                                                               |
| Los Angeles                               | West Whittier-Los Nietos                        | 13,18 | 21,21 | 13     | Slauson Avenue                                                                       |                                                                                              |
| Los Angeles                               | West Whittier-Los Nietos                        | 13,69 | 22,03 | 14     | Washington Boulevard – Pico Rivera                                                   | Indiqué sortie 14A (ouest) et 14B (est) en direction sud                                     |
| Los Angeles                               | Limite West Whittier-Los Nietos – Whittier      | 15,21 | 24,48 | 15     | SR 72 (en) (Whittier Boulevard) – Whittier                                           | Ancienne US 101                                                                              |
| Los Angeles                               | Limite Whittier – Pico Rivera                   | 16,05 | 25,83 | 16     | Beverly Boulevard                                                                    | Accès à Beverly Boulevard en direction sud via sortie 17                                     |
| Los Angeles                               | Limite Pico Rivera – Industry                   | 17,21 | 27,70 | 17     | Rose Hills Road                                                                      |                                                                                              |
| Los Angeles                               | Industry                                        | 18,29 | 29,43 | 18     | Peck Road                                                                            |                                                                                              |
| Los Angeles                               | Industry                                        | 19,05 | 30,66 | 19     | SR 60 (en) (Pomona Freeway) – Los Angeles, Pomona                                    | Sortie 12 de SR 60                                                                           |
| Los Angeles                               | Limite Avocado Heights – Industry               | 21,03 | 33,84 | 21     | Valley Boulevard – Industry                                                          | Ancienne US 60 et SR 212                                                                     |
| Los Angeles                               | Baldwin Park                                    | 21,83 | 35,13 | 22     | I-10 (San Bernardino Freeway) – Los Angeles, San Bernardino                          | Ancienne US 99 / US 70 / US 60; sortie 31A-B de l'I-10 est; sortie 31A de l'I-10 ouest       |
| Los Angeles                               | Limite Baldwin Park – Irwindale                 | 22,71 | 36,55 | 23     | Ramona Boulevard – Baldwin Park, El Monte                                            | Ancienne US 99                                                                               |
| Los Angeles                               | Irwindale                                       | 23,79 | 38,29 | 24     | Lower Azusa Road / Los Angeles Street                                                |                                                                                              |
| Los Angeles                               | Irwindale                                       | 25,16 | 40,49 | 25     | Live Oak Avenue – Irwindale                                                          | Sortie direction nord, entrée direction sud                                                  |
| Los Angeles                               | Irwindale                                       | 26,60 | 42,81 | 26     | Arrow Highway                                                                        | Sortie direction sud, entrée direction nord                                                  |
| Los Angeles                               | Irwindale                                       | 27,40 | 44,10 | 27     | I-210 (Foothill Freeway) – Pasadena, San Bernardino                                  | Sortie 36A de l'I-210 est; sortie 36B de l'I-210 ouest                                       |
| Los Angeles                               | Limite Irwindale – Duarte                       | 27,54 | 44,32 | 27C    | Huntington Drive (Route 66) – Duarte                                                 | Terminus nord; intersection à niveau; ancienne US 66; route continue comme Mount Olive Drive |
| - Accès incomplet - Accès réservé aux HOV |                                                 |       |       |        |                                                                                      |                                                                                              |